# 张民权
张民权（?—?），号美真，籍贯不详（一说为湖南人），中华民国初年世界语宣传者、无政府主义者，活跃于五四运动时期。

## 生平
张民权是1918年成立的留日学生救国团干部。1919年春，他为宣传救国而从上海赴广东及南洋。1920年2月，他归国。1920年3月至4月，他在福建漳州进行无政府主义宣传，4月20日被陈炯明逮捕。获释后，他避居上海，和上海的世界语学校新华学校有联系。1920年10月，他在上海的各种社会团体中频频露面，出席了工商友谊会的成立大会等活动。1921年6月，他获得了同志们的资金帮助，自上海赴莫斯科出席共产国际第三次代表大会。据说自莫斯科回国后不久，张民权逝世。
李丹阳、刘建一所著《英伦航稿：早期来华的苏俄重要密使考》认为，“张民权”和当时的无政府主义活动家“张墨池”、参与编辑《民声》杂志的无政府主义者“盛国成”为同一个人。但此说尚未被学界广泛接受。石川祯浩在《中国共产党成立史》中对此也保持谨慎态度，他补充说，“张墨池”在1922年时是中韩国民互助总社主要成员之一。